# 运动相机
运动相机（英語： 日语：）是一种设计用于记录动作过程的相机类型，通常为运动者的第一人称视角。
这样的相机设计通常要求紧凑与坚固，具备一定的防护性能。用于记录动态（视频）要求更多于记录静态画面（照片）。运动相机通常需要固定在运动器械或人体表面拍摄。这类相机往往采用一枚超广角，或者鱼眼镜头，而且通常不需要配置取景用屏幕。
GoPro是运动相机中早期实践者，使得针对GoPro开发的配件成为了一种潜在的标准规格，许多后来者会选择兼容GoPro附件。运动相机是一个相对新兴的概念，诞生了如GoPro等一些新创企业，而一些老牌相机制造厂商的三防相机制造以及镜头设计经验也对其涉足该领域有很大帮助。
目前各种运动相机都在新的市场需求下应运而生，后期各大品牌还会开发远程控制、Wi-Fi自动上传等等高级功能。

## 常见的运动相机
以下列出常见的运动相机：
- GoPro：Hero Black系列
- 大疆：OSMO Action
- Insta360：Insta360 ONE R
- AKASO: AKASO运动相机Brave4、EK7000、V50 pro
- WOLFANG：GA系列运动相机

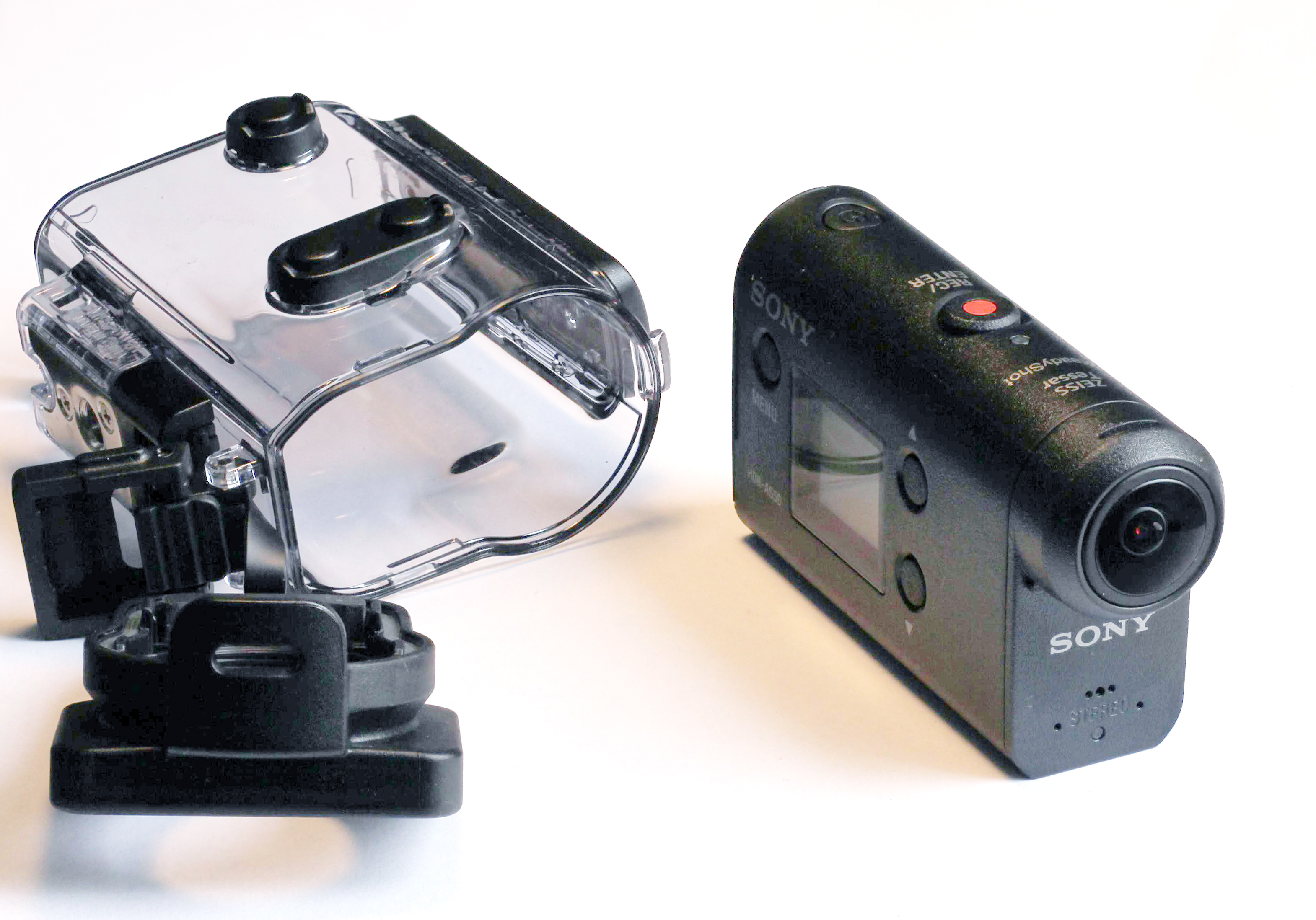
附有防水殼的運動相機

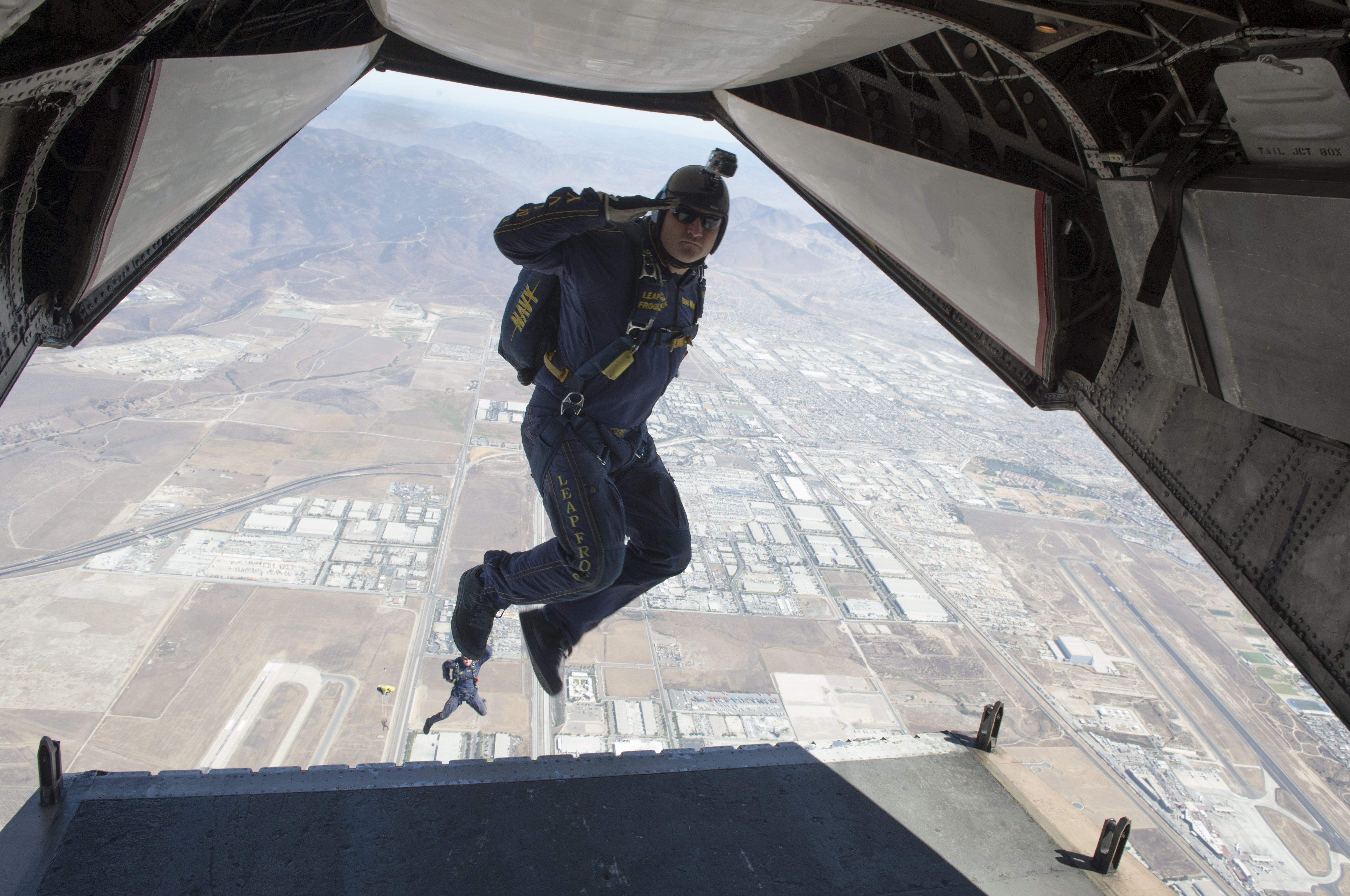
美国海军跳伞表演队成员，使用头戴式运动相机

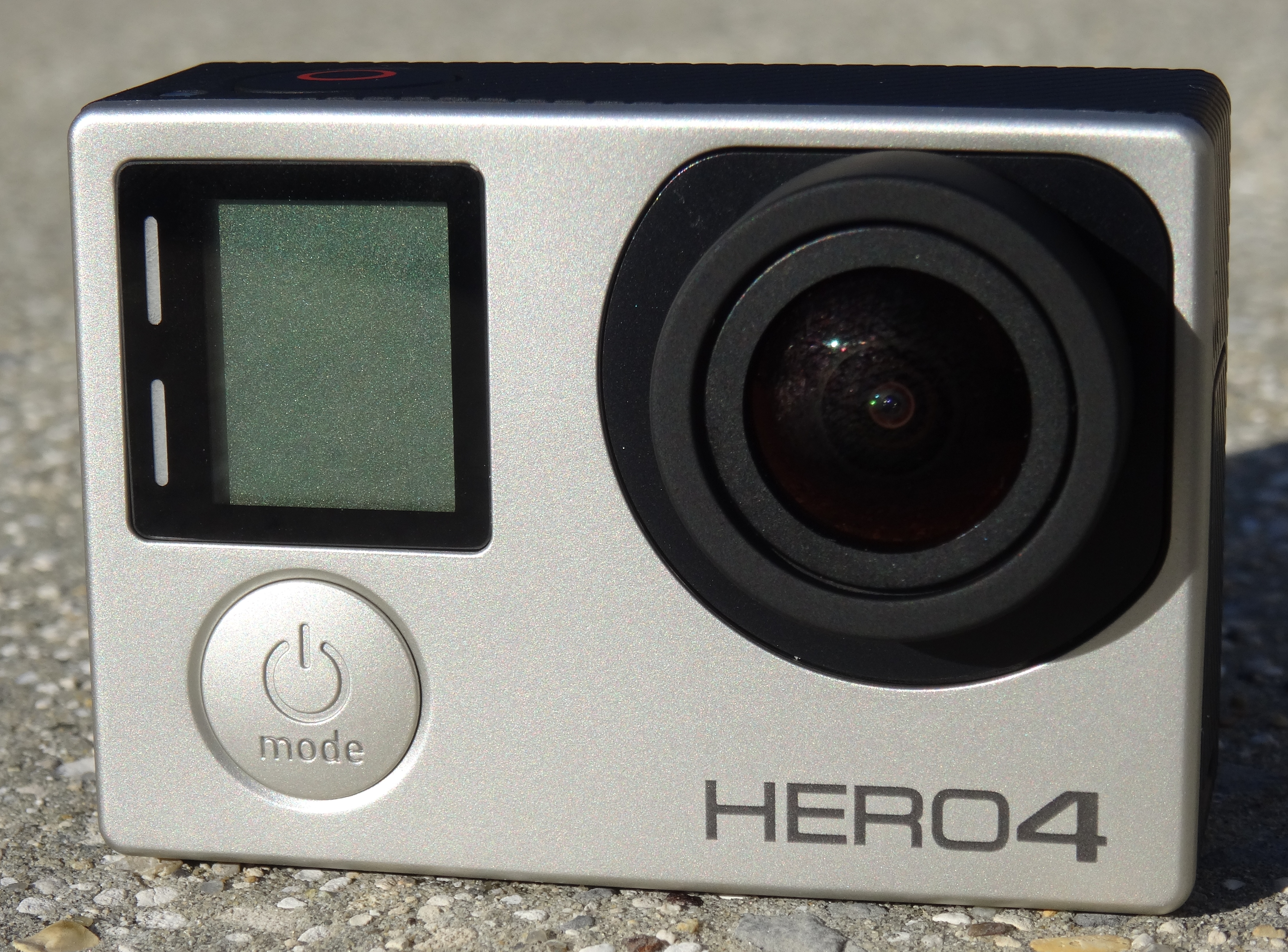
GoPro Hero 4 Silver Edition，知名的運動相機之一

- Surfola：SF Action Cameras
- 松下（Panasonic）：HX-A100、HX-A500、HX-A1H[1]
- 卡西欧（Casio）：FR10、FR100、FR200
- 索尼（SONY）：FDR-X3000、HDR-AS10、HDR-AS15、HDR-AS30V
- 佳明（Garmin）：VIRB
- LG：Action CAM LTE[2]
- 理光（Ricoh）：WG-M1、WG-M2
- 奥林巴斯（Olympus）：TG-Tracker
- 尼康（Nikon）：KeyMission[3]
- 宝丽来（Polaroid）：Polaroid Cube
- 小蚁：小蚁运动相机
- 卡帕：Campark Camera
- Apeman：apeman运动相机A66、A77、A80
- Victure：Victure运动相机